# Klein Borstel (metropolitana di Amburgo)
Klein Borstel e una stazione della Metropolitana di Amburgo, sulla linea U1, situata tra Ohlsdorf e Fuhlsbuttel.

## Struttura
La stazione si trova nella zona settentrionale di Ohlsdorf presso il confine con il quartiere di Fuhlsbüttel.
Insieme ad Ohlsdorf, Fuhlsbuttel e Fuhlsbuttel Nord, è una delle stazioni più vicine all'Aeroporto di Amburgo-Fuhlsbüttel. Vi e una sola entrata su Wellingsbutteler Landstraße, con una stazione sopraelevata e due banchine ad isola, come molte stazioni della Metropolitana di Amburgo. Sulla sinistra ci sono treni per Nordstedt Mitte e poi sulla destra ci sono treni per Großhansdorf e Ohlstedt.

## Galleria d'immagini

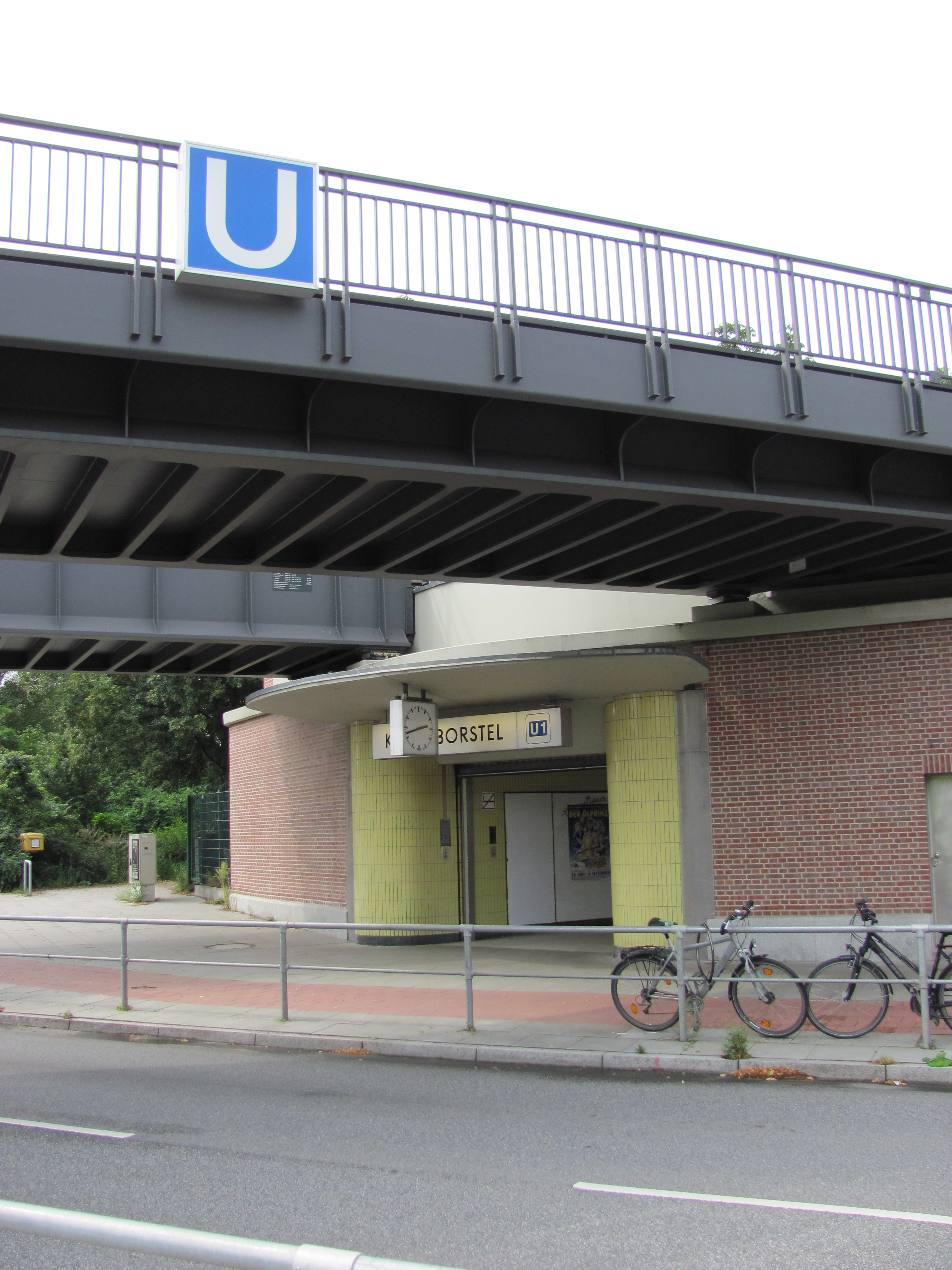
Entrata
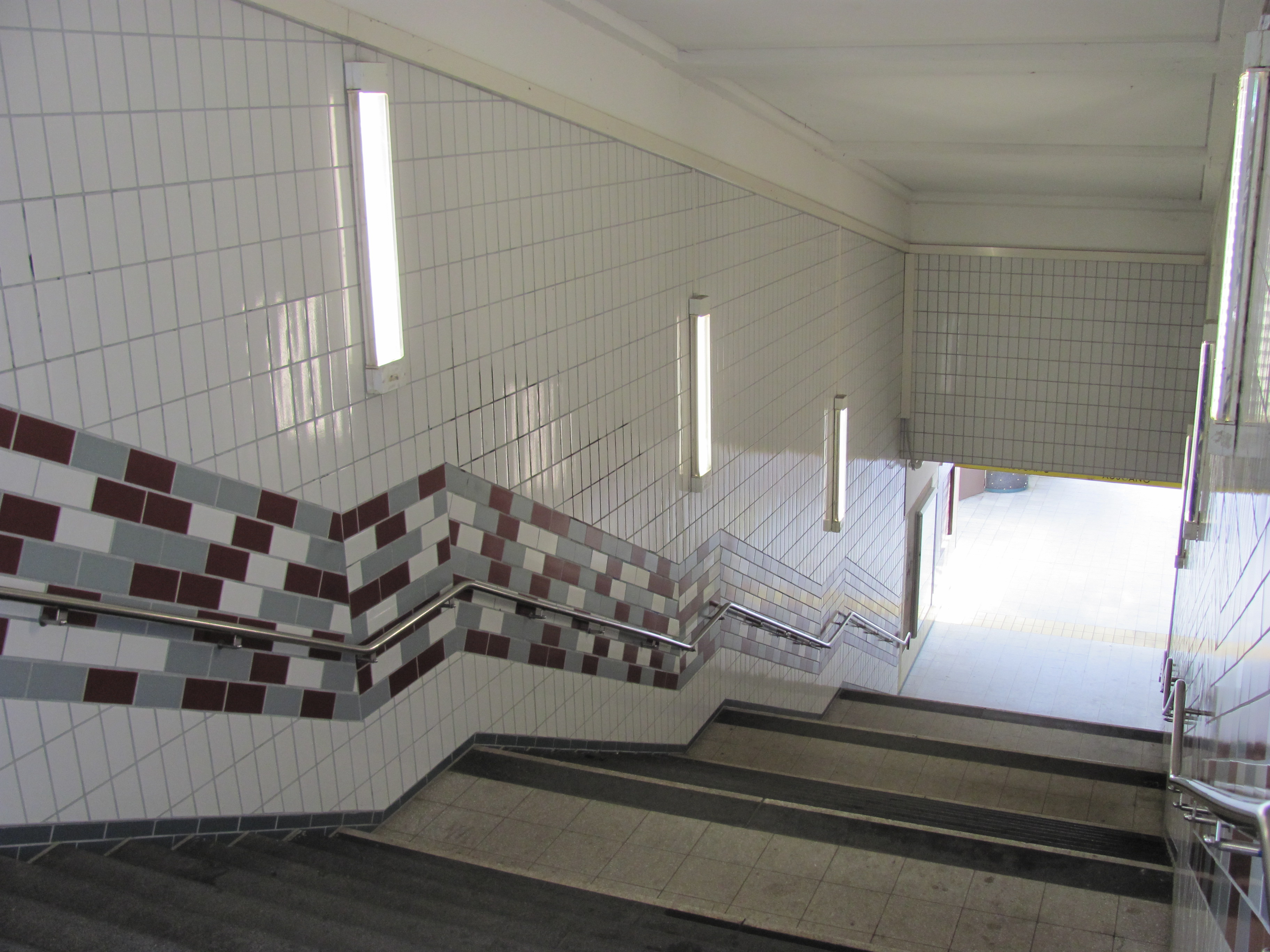
Accesso ai treni
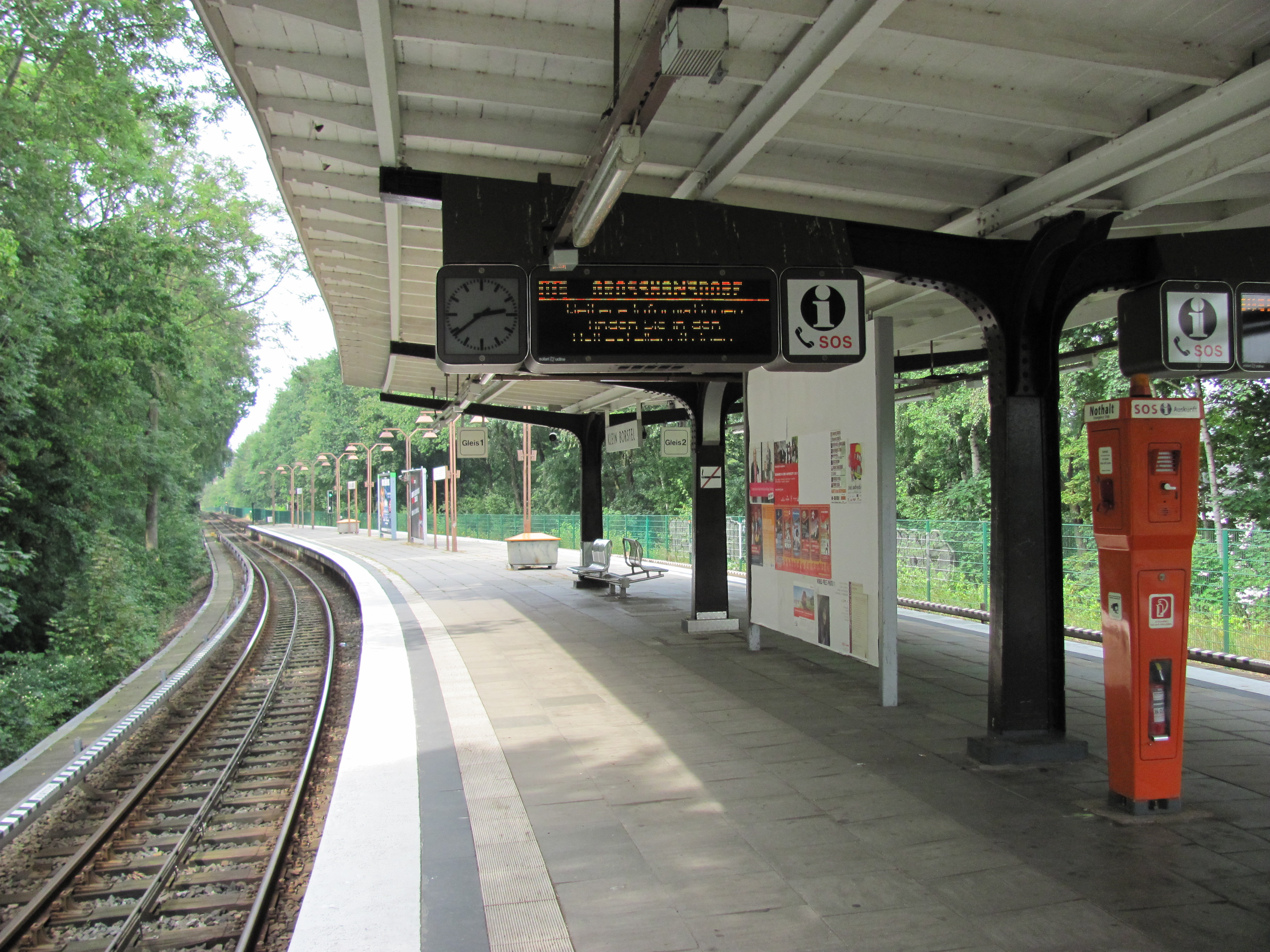
Banchine
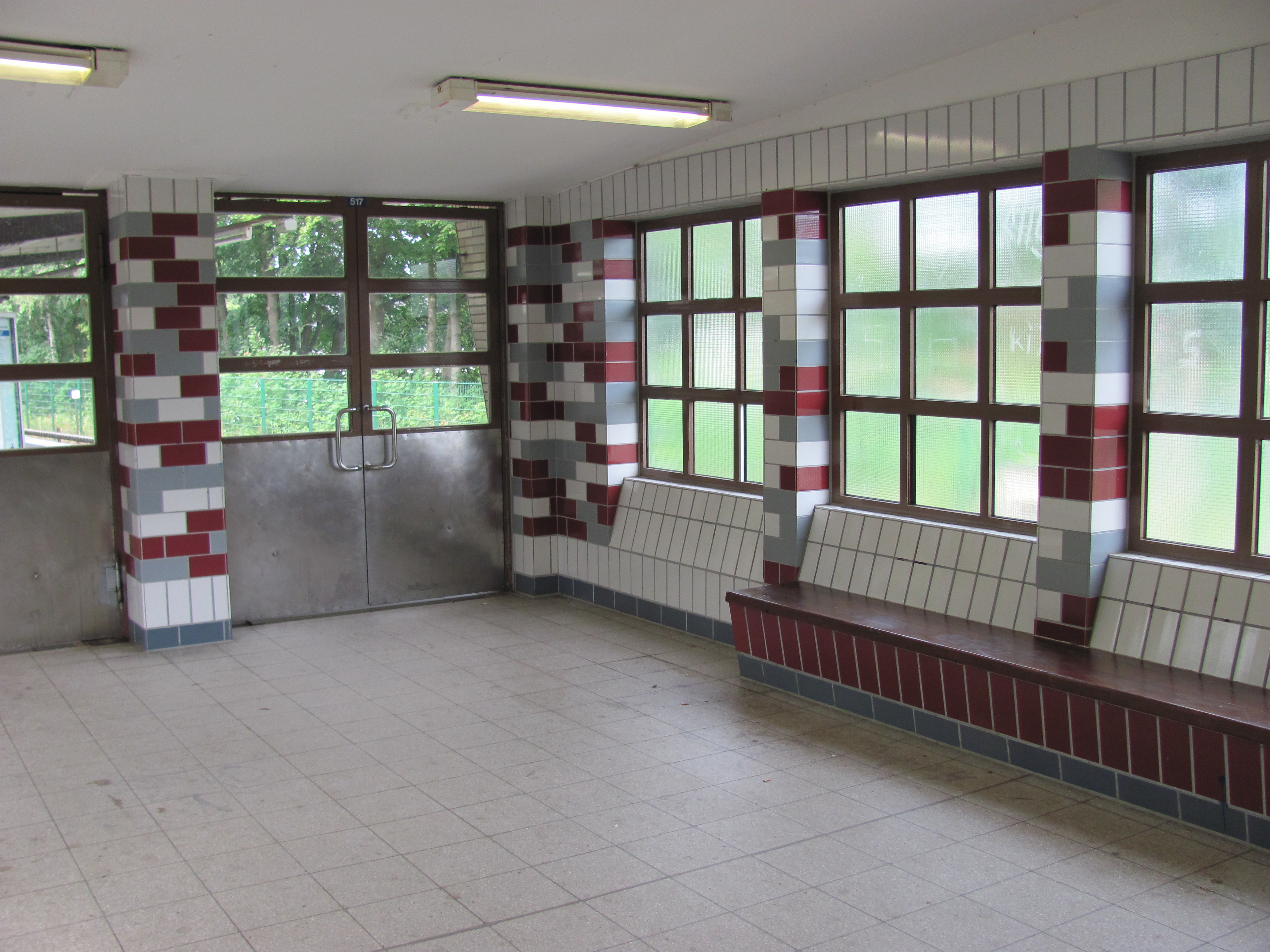
Sala d'attesa